# Monticola solitarius

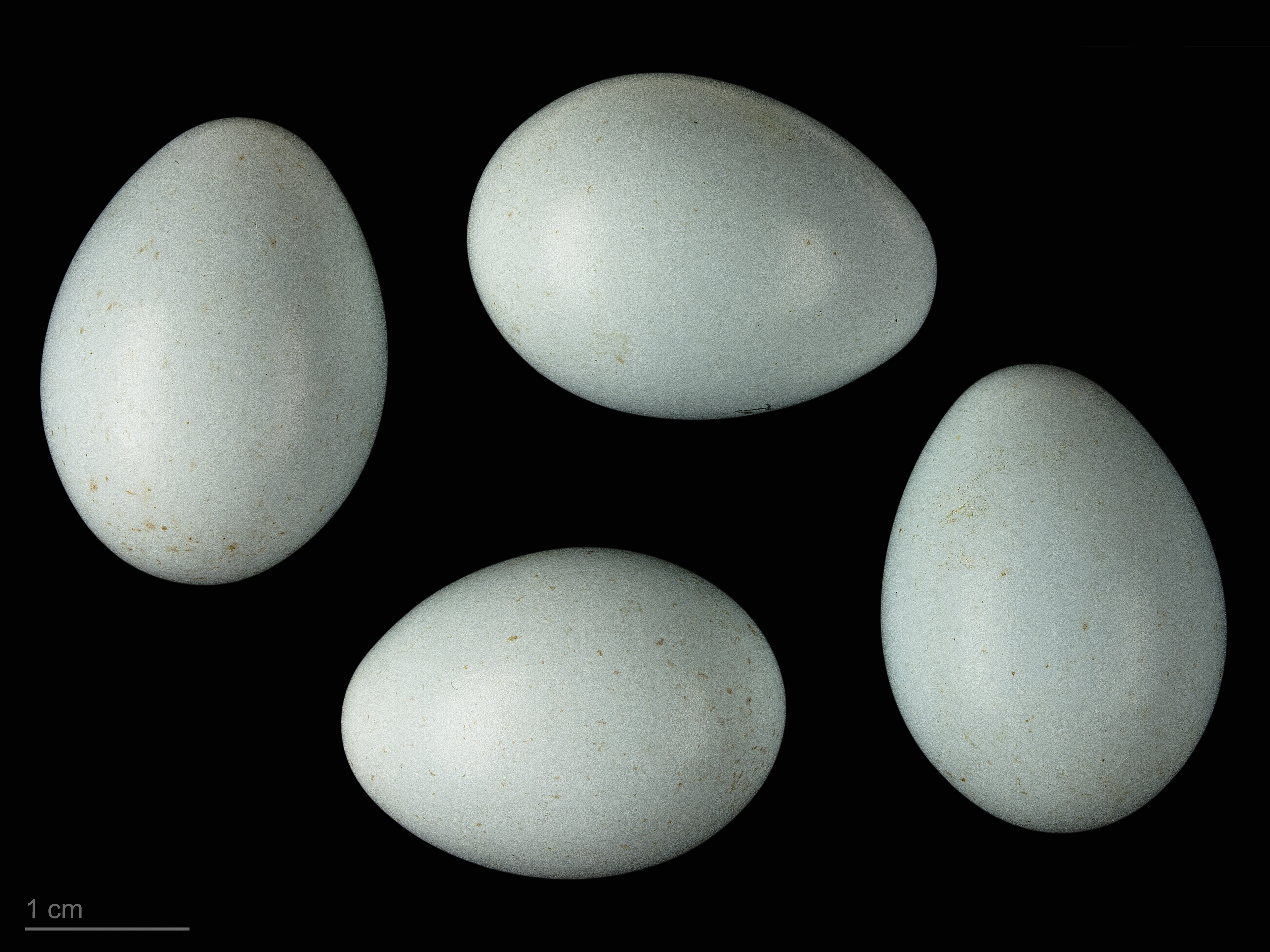
Monticola solitarius solitarius - MHNT

El roquero solitario (Monticola solitarius) es una especie de ave paseriforme de la familia Muscicapidae que se caracteriza por el plumaje azulado de los machos adultos.

## Descripción
Es un ave de unos 22 cm de longitud, algo más grande que el roquero rojo (Monticola saxatilis) . El plumaje es pardo con motas claras en la hembra, y el macho presenta un llamativo tono azulado, más oscuro en las alas. El pico es oscuro.

## Distribución y hábitat
Se distribuye por el sur de Europa y el noroeste de África, y desde Asia Central hasta el norte de China y de Malasia. Habita en roquedos, cantiles y barrancos de origen fluvial, pudiendo ocupar ocasionalmente construcciones humanas. Sus desplazamientos se limitan a cambios altitudinales en invierno.

## Comportamiento
Tiene un canto aflautado, que reproduce tanto parado como en vuelo, más comúnmente en la época de celo. Su puesta es de 3 a 5 huevos. Se alimenta de una gran variedad de insectos, además de bayas y otros vegetales.

## Amenazas y conservación
Esta especie puede verse favorecida por varios factores, como los incendios, las canteras y minas, que reducen la vegetación y aumentan la superficie de roca disponible para construir sus nidos. Sin embargo, se ve perjudicada por actividades como la presión urbanística sobre las zonas montañosas, la escalada cerca de sus nidos, o la creación de embalses, que inundan gargantas y cañones rocosos.